# NBA赛季列表
此表格列出NBA聯盟成立開始的每一個例行賽賽季。

## 外部連結
- NBA.com（页面存档备份，存于）
- NBA 統計數據（页面存档备份，存于） 來自BasketballReference.com